# Marigny-en-Orxois
Marigny-en-Orxois är en kommun i departementet Aisne i regionen Hauts-de-France i norra Frankrike. Kommunen ligger  i kantonen Château-Thierry som ligger i arrondissementet Château-Thierry. År 2022 hade Marigny-en-Orxois 527 invånare.

## Befolkningsutveckling
Antalet invånare i kommunen Marigny-en-Orxois
Referens: INSEE